# Kucsmagombafélék
A kucsmagombafélék (Morchellaceae) a tömlősgombák (Ascomycota) törzsébe, azon belül a csészegombák (Pezizales) rendjébe tartozó gombacsalád.
Ide tartoznak a kucsmagomba (Morchella) nemzetség ízletes kucsmagombái (Morchella esculenta), a Verpa nemzetség és a Disciotis tárcsa- vagy koronggombái.
A csészegombák rendjébe tartozó számos gombafaj riboszomális DNS-ének vizsgálata mutatta meg, hogy a három nemzetség – Verpa , Morchella és Disciotis – szorosan összetartozik. Így kerültek közös családba, a Morchellaceae-be.

## Fordítás
- Ez a szócikk részben vagy egészben a Morchellaceae című angol Wikipédia-szócikk fordításán alapul.  Az eredeti cikk szerkesztőit annak laptörténete sorolja fel. Ez a jelzés csupán a megfogalmazás eredetét és a szerzői jogokat jelzi, nem szolgál a cikkben szereplő információk forrásmegjelöléseként.